# 한국광해관리공단

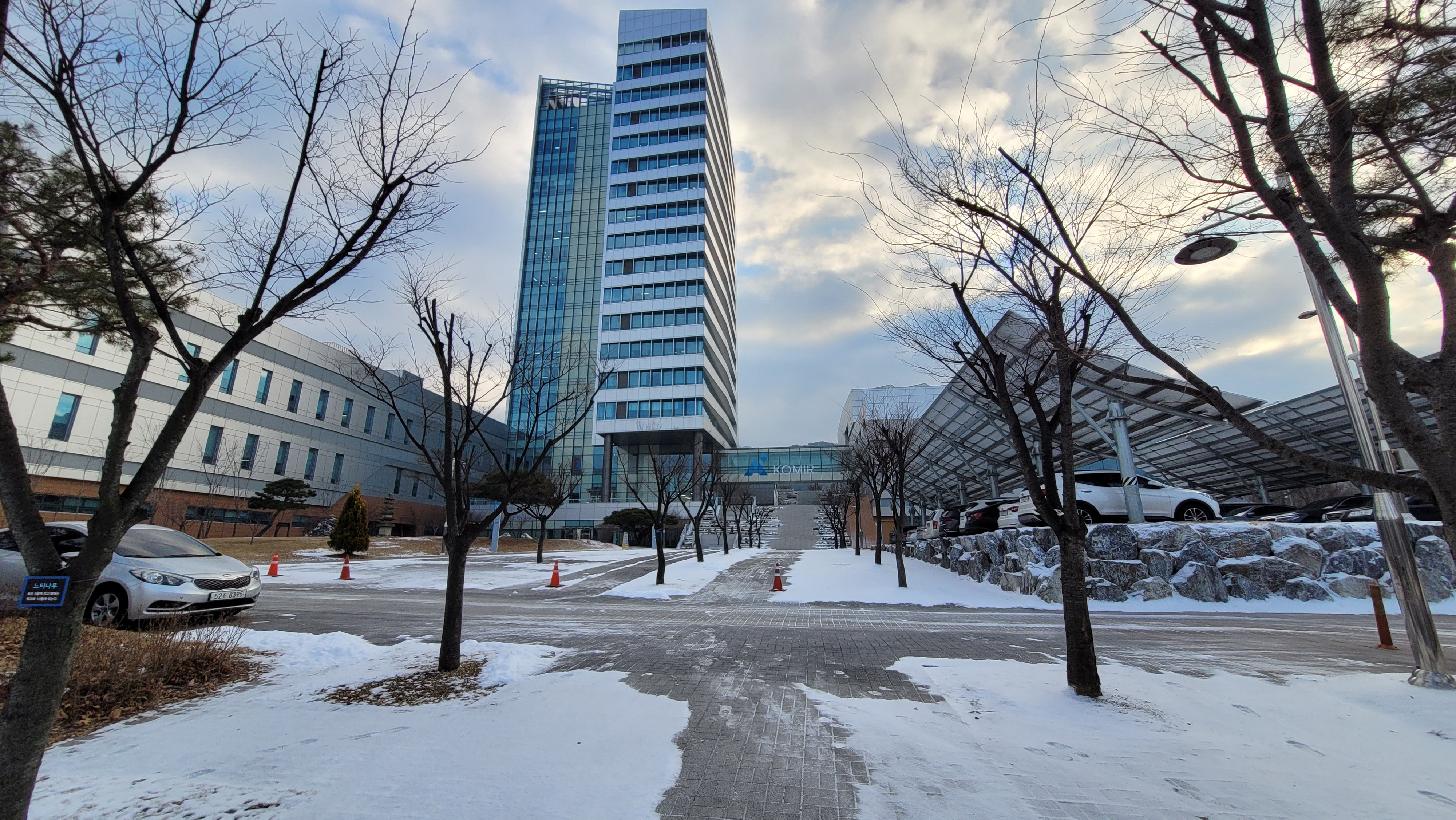
한국광해광업공단 본사

한국광해관리공단(韓國鑛害管理公團, Mine Reclamation Corporation)은 효율적인 광해방지 사업을 추진하기 위해 2006년에 설립된 대한민국 산업통상자원부 산하 위탁집행형 준정부기관이다. 서울특별시 종로구 종로5길(수송동) 석탄 회관에 위치하고 있었지만 2015년 9월 1일 강원특별자치도 원주시 세계로 2(반곡동)로 이전하였다.

## 주요 기능 및 역할
- 광해 관리 계획의 수립 및 광해 관리 대책 강구
- 광산 지역의 경제 활성화
- 광해 관리 기술의 선진화 주도

## 연혁
- 1987년 4월 3일: 석탄산업합리화사업단 설립
- 2005년 5월 31일: 광산피해의 방지 및 복구에 관한 법률 제정
- 2006년 6월 1일: 석탄산업합리화사업단 해산 및 광해방지사업단 설립
- 2008년 6월 29일: 한국광해관리공단으로 명칭 변경
- 2021년 9월 10일: 한국광물자원공사와 통합으로 한국광해광업공단 출범

## 조직

### 이사장
- 비서팀
- 감사실

#### 경영전략본부
- 기획조정처
  - 기획예산팀
  - 대외협력팀
  - 평가혁신팀
  - 정보관리팀
- 경영지원처
  - 총무팀
  - 관리팀
  - 인사팀
  - 회계팀
  - 법무팀
- 계약관리실
  - 계약심사팀
  - 구매계약팀

#### 광해사업본부
- 사업기획처
  - 사업기획팀
  - 광해부담금팀
  - 광해조사팀
  - 사후관리팀
- 토양산림실
  - 토양사업팀
  - 석면산림사업팀
- 수질지반실
  - 수질사업팀
  - 지반광미사업팀

#### 석탄지역진흥본부
- 석연탄지원처
  - 석탄지원팀
  - 연탄지원팀
- 지역진흥실
  - 지역사업팀
  - 대체산업팀
- 투자관리실
  - 투자관리팀
- 자격검정센터

#### 광해기술원
- 기술협력기획팀
- 기술연구센터
  - 수질토양기술팀
  - 지반안정기술팀
- 글로벌협력센터
  - 글로벌협력팀
  - 글로벌사업팀
  - 몽골사무소

#### 분석센터
- 분석팀

### 지사

#### 강원지사
- 광해사업팀
- 석탄지역진흥팀
- 운영팀

#### 충청지사
- 광해사업팀
- 석탄지역진흥팀

#### 영남지사
- 광해사업팀
- 석탄지역진흥팀

#### 경인지사
- 사업관리팀

#### 호남지사
- 사업관리팀

## 해외 협력 사업

### 몽골
2009년 4월, 몽골 투브 주 정부와 "광해(鑛害) 복구를 위한 조림(造林, 삼림 조성) 사업 및 활용"에 관한 양해각서(MOU)를 체결했다. 이에 따라 한국광해관리공단은 몽골 정부로부터 여의도 면적의 약 33배에 해당하는 1만ha(3천만평)의 조림지를 무상으로 제공받아 50년간 쓸 수 있게 되었다. 향후 사업 결과에 따라 무상 조림지 규모를 50만ha까지 확대하기로 하였다. 몽골은 조림지 내의 임산물에 대한 관리, 처분, 활용 권한을 광해관리공단에 부여했다. 서울특별시 종로구 종로5길 58(수송동) 석탄회관 내에 위치하고 있었지만 2015년 9월 1일 강원도 원주시 세계로 2(반곡동)로 이전하였다.